# Sarothrogammarus barnardi
Sarothrogammarus barnardi is een vlokreeftensoort uit de familie van de Gammaridae. De wetenschappelijke naam van de soort is voor het eerst geldig gepubliceerd in 1974 door Thurston.